# Europarecht (Zeitschrift)
Die Zeitschrift Europarecht (EuR) ist eine juristische Fachzeitschrift, die sich der Analyse und Fortentwicklung des Europarechts, insbesondere des Rechts der Europäischen Union widmet. In unregelmäßigen Abständen erscheinen Beihefte zu einschlägigen rechtspolitischen Ereignissen oder wissenschaftlichen Veranstaltungen.
Das Spektrum ihrer Themen umfasst insbesondere Grundfragen der europäischen Integration, das Wirtschaftsrecht des Binnenmarktes, den Grundrechtsschutz in Europa und Probleme der Europapolitik. In Aufsätzen, kleineren Beiträgen und Urteilsanmerkungen wird die europäische Rechtsentwicklung wissenschaftlich aufbereitet.
Die Auflage beträgt 1.300.
Die EuR wird in Verbindung mit der Wissenschaftlichen Gesellschaft für Europarecht, zu deren Vorstand der Jurist Christian Tomuschat gehörte, herausgegeben. Herausgeber sind derzeit:
- Ingo Brinker, Rechtsanwalt München
- Claus Dieter Classen, Universität Greifswald
- Claus-Dieter Ehlermann, ehem. Generaldirektor der EU-Kommission, Rechtsanwalt, Brüssel
- Ulrich Everling, ehem. Richter am EuGH, Universität Bonn
- Armin Hatje, Universität Hamburg
- Meinhard Hilf, Bucerius Law School, Hamburg
- Koen Lenaerts, Präsident des Gerichtshofs der Europäischen Union
- Peter-Christian Müller-Graff, Universität Heidelberg
- Matthias Ruffert, Humboldt-Universität zu Berlin
- Jürgen Schwarze, Universität Freiburg
- Vassilios Skouris, ehem. Präsident des Gerichtshofs der Europäischen Union, Luxemburg
- Ulrich Wölker, Juristischer Dienst der EU-Kommission, Brüssel